# Zuckmantel (Landschaftsschutzgebiet)
Das Gebiet Zuckmantel ist ein vom Landratsamt Rems-Murr-Kreis am 15. November 1979 durch Verordnung ausgewiesenes Landschaftsschutzgebiet auf dem Gebiet der Stadt Waiblingen im Rems-Murr-Kreis.

## Lage
Das Landschaftsschutzgebiet Zuckmantel liegt nordöstlich des Stadtteils Bittenfeld und westlich des Leutenbacher Ortsteils Weiler zum Stein beidseits des oberen Kleewiesenbachs.

## Schutzzweck
Wesentlicher Schutzzweck des Landschaftsschutzgebiets ist laut Schutzgebietsverordnung „die Erhaltung der Eigenart und Schönheit der Natur und Landschaft und ihres besonderen Erholungswertes für die Allgemeinheit und die Erhaltung der Nutzungsfähigkeit der Naturgüter in diesem Raum.“

## Landschaftscharakter
Der Ostteil des Gebietes ist überwiegend bewaldet, im westlichen Teil befinden sich landwirtschaftlich intensiv genutzte Ackerfluren. Dem Waldrand vorgelagert befinden sich einige Streuobstbestände.

## Zusammenhängende Schutzgebiete
Das Gebiet wurde im Jahr 1983 durch das Landschaftsschutzgebiet Zuckmantel-Erweiterung nach Osten ergänzt. Innerhalb des Schutzgebiets befinden sich mehrere Naturdenkmale: das Feuchtbiotop „Hammelbrunnen“ im Westen und die Dolinen „Säuloch“ und „Baure-Hanse-Löcher“ im Osten.